# Hrabro srce
Hrabro srce (eng. Braveheart) je povijesna drama Mela Gibsona iz 1995. Gibson portretira legendarnog Škota Williama Wallacea, borca za nezavisnost Škotske u Prvom škotskom ratu za nezavisnost protiv Edwarda I. Dugonogog (kojeg je u filmu utjelovio Patrick McGoohan).
Film je osvojio pet Oscara, uključujući nagrade za najbolji film i najboljeg redatelja, a bio je nominiran za još njih pet. Uspjeh filma pomogao je oživljavanju žanra povijesnog spektakla pa su poslije njega snimljeni filmovi kao što su Gladijator, Patriot, Aleksandar Veliki, Troja, Kraljevstvo nebesko i 300.

## Radnja
1280. godine engleski kralj Edvard I. zvan "Dugonogi" okupirao je veći dio Škotske, a njegova ugnjetavačka vladavina dovodi do smrti oca i brata Williama Wallacea. Godinama poslije, nakon što je Wallace odrastao sa svojim stricem izvan Škotske, Škoti su nastavili živjeti pod okrutnom vlašću engleskih zakona. Wallace se vraća kako bi živio kao farmer i izbjegavao miješanje u svakodnevne teškoće. Oživi romansu sa svojom prijateljicom iz djetinjstva Murron, a par se vjenča u tajnosti kako bi izbjegao kraljev dekret o pravu prve noći. Nakon što je pretukao skupinu engleskih vojnika koji su htjeli silovati Murron, šerif joj javno prereže vrat prije nego što je Wallace išta mogao učiniti. Razjareni Wallace, uz pomoć svojih sumještana, pobije engleske vojnike i njihov tabor, ubivši šerifa na isti način na koji je ubijena Murron. Zatim naređuje spaljivanje lokalne engleske utvrde i nenamjerno izazove škotsku pobunu.
Vijesti o pobuni počinju se širiti brzo, a stotine Škota iz okolnih klanova se pridružuju Wallaceovoj vojsci. Wallace predvodi svoju vojsku kroz niz uspješnih bitki protiv Engleza, uključujući Bitku kod Stirlinga i pustošenje engleskog grada Yorka. No, izdaje ga škotsko plemstvo te on biva poražen u Bitki za Falkirk. Wallace se počne skrivati, vodeći gerilski rat protiv Engleza i osobno ubija dva škotska plemića koji su ga izdali. U međuvremenu, princeza Izabela, čiji je muž princ Edvard II. (kraljev sin slabić i nasljednik) ignorira, sastaje se s Wallaceom kao poslanica engleskog kralja. Ona i Wallace održavaju sastanak na kojem ona začme Wallaceovo dijete. Još vjerujući u plemstvo svoje zemlje, Wallace pristaje sastati se s Bruceom. Upada u zamku koju su namjestili stariji Bruce i drugi plemići. Pretuku ga do besvijesti i predaju engleskoj kruni. Bruce mlađi se ozlojedi očevim postupkom i odriče ga se zauvijek.
U Londonu, Wallace je doveden pred engleske suce koji mu počinju suditi zbog veleizdaje. On poriče optužbe obrazloživši kako nikad nije prihvatio Edvarda za kralja. Sud odgovara osudivši ga na "pročišćenje patnjom". Kasnije, na londonskom trgu, Wallacea počnu brutalno mučiti do smrti. Prvo ga vješaju, zatim rastežu na spravi za mučenje, a na kraju mu vade utrobu. On pokaže sucima da bi htio nešto reći. Zadnjim atomom snage iz svog izmučenog tijela, on poviče, "SLOBODA!". Okreće glavu i ugleda Murron u gomili kako mu se smiješi. On joj uzvraća osmijeh i umire.
Nakon nekog vremena, Robert Bruce preuzima vodstvo nad preostalom škotskom vojskom i suočava se s engleskim snagama na poljima Bannockburna. Izvikujući Wallaceovo ime, Robert Bruce i Škoti navaljuju na prestravljene engleske crte i izbore slobodu.

## Povijesne netočnosti
Povjesničarka Elizabeth Ewan opisala je Hrabro srce kao film koji "gotovo u potpunosti žrtvuje povijesnu utemeljenost zbog epske pustolovine."
Povjesničarka Sharon Kressa naglašava da film sadrži brojne povijesne netočnosti, počevši od nošenja kariranih kiltova. Ističe da u tom periodu Škoti nisu "nosili nikakav kilt, a nakon što su konačno počeli nositi remene preko kiltova, to nije bilo "na takav bizaran način kakav je opisan u filmu." Opisuje tu netočnost s filmom o "kolonijalnoj Americi koja prikazuje muškarce kako nose plavi jeans s kraja dvadesetog stoljeća."

## Produkcija
Iako je veći dio filma snimljen na lokaciji u Škotskoj, većina većih bitki je snimljena u Irskoj, a kao statisti su poslužili članovi irske vojske. Broj statista je dosezao brojku od 1600 njih u nekim scenama, a bilo im je dopušteno da puste bradu i odjenu srednjovjekovne nošnje.

## Glumci
- Mel Gibson -  William Wallace. Nakon što su mu Englezi ubili ženu, započinje ustanak zahtijevajući pravdu koji dovodi do rata za nezavisnost.
- Patrick McGoohan - Edvard I. Dugonogi. Engleski kralj odlučan u namjeri da uguši škotsku pobunu i utvrdi suverenitet kraljevine.
- Peter Hanly - Edward II. Kraljev sin homoseksualnih sklonosti i muž princeze Izabele preko dogovorenog braka.
- Ian Bannen - Robert Bruce stariji. U nemogućnosti da osobno prisvoji tron zbog gube, provodi plan kako bi sina postavio za škotskog kralja.
- Angus Macfadyen - Robert Bruce. Sin starijeg Brucea i škotski prijestolonasljednik, inspiriran Wallaceovom posvećenošću i hrabrošću.
- Sophie Marceau - Princeza Izabela. Nesretno udana za jalovog Edwarda, privlači je Wallaceova strast i hrabrost.
- Brendan Gleeson - Hamish Campbell. Wallaceov prijatelj iz djetinjstva i poručnik u njegovoj vojsci. Često ostaje kratkovidan te razmišlja svojim šakama.
- James Cosmo - Campbell Stariji. Otac Hamisha Campbella i poručnik u Wallaceovoj vojsci.
- Catherine McCormack - Murron MacClannough, Wallaceova pogubljena žena. Njeno ime promijenjeno je u scenariju od Marion Braidfute kako je se ne bi miješalo s Marion iz pustolovina Robina Hooda.
- David O'Hara - Ludi Stephen. Irac u Wallaceovoj vojsci koji se ističe svojim smislom za humor, koji opet može biti u ludilo. Tvrdi da je najtraženiji čovjek na "svom" otoku te da je osobno razgovarao s Bogom.
- Brian Cox - Stric Argyle. Nakon smrti Wallaceova oca i brata, Argyle uzima Wallacea kao dijete pod svoju skrb, obećavajući kako će naučiti dječaka da se bori mačem nakon što se nauči misliti glavom.
- James Robinson II. - Mladi William. 10-godišnji glumac navodno je proveo tjedne kako bi kopirao Gibsonove manire.

## Reakcije

### Zarada
U prvom vikendu prikazivanja, Hrabro srce je zaradilo 9,938,276 dolara. Ukupna zarada u Americi dosegla je 75,6 milijuna, a u ostatku svijeta 210,4 milijuna dolara.
Prikaz Bitke kod Stirling Bridgea često se navodi kao jedna od najboljih filmskih bitaka u povijesti kinematografije.
Film je izazvao veliko zanimanje za Škotsku i škotsku povijest, ne samo širom svijeta, nego i u samoj Škotskoj. Obožavatelji su počeli dolaziti na mjesta u Škotskoj na kojima se William Wallace borio za škotsku slobodu, te u Irsku kako bi vidjeli lokacije korištene u filmu.

### Nagrade
Film je osvojio brojne nagrade uključujući Oscare za:
- Najbolji film
- Najbolji redatelj (Mel Gibson)
- Najbolja fotografija
- Najbolja šminka
- Najbolja montaža zvuka

Nominacije:
- Montaža
- Dizajn kostima
- Najbolji originalni scenarij
- Zvuk
- Najbolja glazba

### Kulturološki efekti
Pisac Lin Anderson, autor knjige Braveheart: From Hollywood To Hollyrood, pripisao je filmu značajnu ulogu u škotskoj politici od sredine do kraja devedesetih.

### Wallaceov spomenik
1997. je ispred Wallace Monumenta blizu Stirlinga u Škotskoj postavljena statue  Arhivirana inačica izvorne stranice od 28. veljače 2008. (Wayback Machine) Gibsona u ulozi "Williama Wallacea". Statua, koja uključuje riječi "Hrabro srce" na Wallaceovu štitu, bila je uzrok velikih kontroverzi, a jedan lokalni stanovnik je izjavio kako je nije u redu "oskvrnjivati Wallaceov spomenik s komadom sranja". 1998. je netko čekićem razbio lice na kipu. Nakon popravka, kip je oklopljen kavezom po noći kako bi se spriječila daljnja uništavanja.

## Kritike
Iako je scenarij napisao Randall Wallace, prikaz homoseksualnog lika u filmu izazvao je optužbe protiv Gibsona. Edward II. je prikazan ne samo kao jalov, nego i kao kukavica i slabić. Gibson je slično optužen za Pasiju, gdje je kralj Herod prikazan kao lakrdijaš koji nosi periku i šminku i koji se okružuje pijanim mladićima i djevojkama.

## Soundtrack
Soundtrack za Hrabro srce je skladao James Horner, koji je napisao glazbu i za filmove Titanic, Aliens i Apollo 13. Glazbu je izveo Londonski simfonijski orkestar. Prvi soundtrack je postigao veliki uspjeh pa je Horner 1997. objavio i nastavak, More Music from Braveheart. Objavljene su i međunarodne i francuske verzije soundtracka.

### Braveheart(1995.)
1. Main Title (2:51)
2. A Gift of a Thistle (1:37)
3. Wallace Courts Murron (4:25)
4. The Secret Wedding (6:33)
5. Attack on Murron (3:00)
6. Revenge (6:23)
7. Murron’s Burial (2:13)
8. Making Plans/ Gathering the Clans (2:05)
9. “Sons of Scotland” (6:19)
10. The Battle of Stirling (6:07)
11. For the Love of a Princess (4:07)
12. Falkirk (4:04)
13. Betrayal & Desolation (7:48)
14. Mornay’s Dream (1:18)
15. The Legend Spreads (1:09)
16. The Princess Pleads for Wallace’s Life (3:38)
17. “Freedom”/The Execution/ Bannockburn (7:24)
18. End Credits (7:16)

### More Music from Braveheart(1997.)
Drugi soundtrack sadržava mnogo više dijaloga preuzetih iz filma nego original.
1. Prologue/ "I Shall Tell You of Williams..." (dialogue-Robert the Bruce) (3:35)
2. Outlawed Tunes on Outlawed Bag Pipes (2:03)
3. The Royal Wedding (dialogue-Robert the Bruce) (2:12)
4. "The Trouble with Scotland" (dialogue-King Edward the Longshanks) (0:40)
5. Scottish Wedding Music (1:14)
6. Prima Noctum (1:46)
7. The Proposal (dialogue-Wallace and Murron) (1:35)
8. "Scotland Is Free!" (dialogue-Wallace) (0:17)
9. Point of War/JonnyCope/Up in the Morning Early (traditional) (2:59)
10. Conversing with the Almighty (dialogue-various) (1:20)
11. The Road to the Isles/ Grendaural Highlanders/ The Old Rustic Bridge by the Hill (traditional) (3:52)
12. "Son of Scotland!" (dialogue-Wallace) (12:09)
13. Vision of Murron (1:45)
14. "Unite the Clans!" (dialogue-Wallace) (0:23)
15. The Legend Spreads (dialogue-Storytellers) (1:07)
16. "Why Do You Help Me?" (dialogue-Wallace and Princess Isabelle) (0:37)
17. For the Love of a Princess (previously released score) (4:05)
18. "Not Every man Really Lives" (dialogue-Wallace and Isabelle)
19. "The Prisoner wishes to Say a Word (dialogue-The Executioner and Wallace) (3:43)
20. "After the Beheading" (dialogue-Robert the Bruce) (1:48)
21. "You Have Bled for Wallace!" (dialogue-Robert the Bruce) (1:22)
22. Warrior Poets (dialogue-Wallace) (0:29)
23. Scotland the Brave (traditional) (2:47)
24. Leaving Glenurquhart (traditional) (3:32)
25. Kirkhill (traditional) (4:08)

## Vanjske poveznice
- Hrabro srce u internetskoj bazi filmova IMDb-a
- Hrabro srce na Rotten Tomatoes
- Hrabro srce na Box Office Mojo
- Hrabro srce  Arhivirana inačica izvorne stranice od 22. lipnja 2008. (Wayback Machine) na Metacriticu
- Recenzija Rogera Eberta  Arhivirana inačica izvorne stranice od 14. listopada 2012. (Wayback Machine)
- Recenzija Garya R. Dobsona
- Recenzija soundtracka  Arhivirana inačica izvorne stranice od 23. veljače 2008. (Wayback Machine)